# 古宋縣
古宋縣，中国旧县名，在四川省南部，瀘縣西南二百里，當瀘縣至貴州省畢節縣之要衝。出產以米、麥為多。

## 歷史沿革[1]
漢代江陽縣地；唐代初為瀘川縣地，後析置羈縻宋州；宋代因之，後廢；元代置九姓土司；明代及清代初因之。
- 清德宗光緒二十九年(1903年)，永甯道台趙爾豐出巡邊地，以為「治匪安邊非變更舊制不可。」。
- 趙任川督後，於三十四年(1908年)奏請政府批准，敘永廳改升為永寧直隸州，永寧縣遷治古藺縣，九姓鄉則援唐宋時羈縻宋州之名，改設古宋縣。
- 宣統元年(1909年)遂以九姓鄉為基礎，劃入納谿縣鎮溪鄉、江安縣共樂鄉、興文縣六合鄉三官殿及拖船場和永寧州插花地，正式成立古宋縣，治所在瀘衛城(今中城鎮)，轄玉屏、義合、共樂、鶴盤、鎮溪、青川、得用、金鵝8鄉，屬永寧州。
- 民國元年(1912年)，屬四川瀘州軍政府。
- 民國二年(1913年)，屬下川南道。
- 民國三年(1914年)，下川南道更名永寧道。後分別為川軍、滇軍、黔軍防區。
- 民國24年(1935年)，屬四川省第七行政督察區。
- 1950年，屬川南行政公署瀘縣專區。
- 1952年4月，瀘縣專區更名隆昌專區，古宋仍為其屬縣，同年9月，撤銷川南等4個行署，成立四川省人民政府，領導原4個行署所屬專縣。
- 1953年，隆昌專區遷瀘州，更名瀘州專區，屬縣不變。
- 1955年1月，四川省人民政府改稱四川省人民委員會，所屬專縣不變。同年5月，瀘州專區專員公署改稱瀘州專員公署，轄縣不變。
- 1960年1月，古宋縣撤銷，併入敘永縣。

## 行政區劃[2]

### 民國
民國初年，古宋縣行政區劃，沿襲舊制。後因匪亂，為警衛縣城，增設護郭團，以城郊四鄉劃地10華里，歸其所屬。即義合鄉的石灰窖、溫水溪；玉屏鄉的撐腰岩；青川鄉的土紅坳、大塞口；得用鄉的桐子林、都糧壩。
全縣劃為5個區：
- - 中南區，轄義合鄉、護郭團；
  - 西一區，轄玉屏鄉、共樂的上半鄉；
  - 西二區，轄共樂的下半鄉、鶴盤鄉的東壩、趕場壩，
  - 北區，轄鶴盤鄉、青川鄉各一部；
  - 東區，轄得用鄉、金鵝鄉和青川鄉的一部。

- 民國22年(1933年)。將5個區並為兩個區，一區署設清晏場(今久慶場)，轄原東區、中南區和西一區的玉屏鄉；二區署設太平場(今紅星鄉街村)，轄原北區、西二區和西一區的共樂鄉上半鄉。
- 民國24年(1935年)，全縣改編為9個聯保
  - 原護郭團改為中城聯保
  - 原青川、鎮溪、鶴盤3鄉各一部編為太平聯保
  - 原義合鄉編為義合聯保
  - 原青川、得用鄉各一部編為萬壽聯保
  - 原金鵝鄉編為回龍聯保
  - 原玉屏鄉編為玉屏聯保
  - 原共樂鄉的上半鄉編為共樂聯保
  - 原共樂鄉的下半鄉和鶴盤鄉的東壩場編為東新聯保
  - 原鎮溪鄉的一部編為鎮北聯保。

- 民國29年(1940年)，又將9個聯保改為鄉鎮，即中城鎮和太平、鎮北、義合、萬壽、回龍、玉屏、共樂、東新8鄉。下屬137個保、1460甲。

### 中華人民共和國
- 1949年12月2日，解放軍進入古宋縣。

初期全縣劃為3個區，鄉保沿舊制。第一區設太平橋，第二區設鞍子山，第三區設姚家嘴。
- 1950年11月廢除保甲制，由各級基層農民協會代行鄉保權力。
- 1951年2月，劃入原屬敘永縣的大壩、定遠、清水3鄉建為第四區，區治設大壩場。3月，全縣劃為4區1鎮36鄉村，中城鎮直屬縣管，編為10個街。
- 1952年，第二區的金鵝鄉劃出部分地建立和平鄉，轄6個村，治所嘴上；萬壽鄉劃出部分地建立建設鄉，轄8個村，治所桐子林；義合鄉及中和鄉劃出部分地建立團結鄉，轄12個村，治所崔家坡。
- 1953年，改大壩鄉為大壩鎮，轄兩個居民委員會。
- 1954年，中城鎮所領10個街，改為5個居民委員會。
- 1955年，劃入敘永縣青龍鄉騎龍村編入新民鄉；同時新民鄉所屬新房子、廟壩頭至孫公橋以東及杉木坪附近3個小組劃給敘永縣。同年3月，撤銷第一區，將第四區更名為第一區；將同心、三星、民主3鄉劃歸第二區；川龍、大池、水欄、新民、勝利5鄉劃歸第三區；義合鄉劃歸第一區。
- 1956年2月，撤銷區制，將38個鄉合併為16個鄉，轄186個村。